# ソン・ガイン (歌手)
ソン・ガイン（송가인、宋歌人、Song Ga-in、1986年12月26日 - ）は、韓国の演歌（トロット）歌手。全羅南道珍島郡出身。中央大学校音楽学科卒業。本名はチョ・ウンシム（조은심、曺恩心）。
韓国無形文化財に登録された珍島の御祓（珍島シッキムグッ、韓：진도씻김굿、英：Jindo ssitgimgut）の師であるソン・スダンを母とし、中学生2年生の頃から朝鮮伝統芸能パンソリを習う。
2019年、TV朝鮮で放送されたトロットのオーディション番組「明日はミス・トロット」で優勝し、韓国全土で有名となる。
同年、大韓民国大衆文化芸術賞　文化体育観光部長官表彰を受賞。
2020年には、ドラマ『愛の不時着』のOST（オリジナル・サウンドトラック）に参加した。

## 来歴
- 2002～2005年　光州藝術高等學校　卒業
- 2005～2009年　中央大學校音楽学科　卒業（音楽劇学士）
- 朝鮮伝統芸能パンソリ名手のパグムフィ（박금희）に師事（水宮歌、春香歌）

## 人物
- 母のソン・スンダン（송순단）は、韓国無形文化財第72号登録の「珍島シッキムグッ、韓：진도씻김굿、英：Jindo ssitgimgut」の教育者・霊媒師。
- 兄のチョ・ソンジェ（조성재）は朝鮮伝統音楽グループバラジ（바라지）のメンバー。
- 中学2年生の頃より、朝鮮の伝統民俗芸能であるパンソリ（판소리）を始める。
- 歌手としてデビューした2017年より芸名「宋歌人（ソン・ガイン）」を使い始める。宋は母の姓。

## 主な作品

### 楽曲一覧
| 年        | 分類     | タイトル（仮訳）                                           | 内訳／メモ |
| --------- | -------- | ---------------------------------------------------------- | --- |
| 2012      | シングル | "Breeze From the Mountain and River" 《산바람아 강바람아》 | - |
| 2012      | シングル | 愛の歌 《사랑가》                                          | - |
| 2016      | シングル | 港のお嬢さん《항구 아가씨》                                | - |
| 2016      | シングル | 城山日出峰 《성산 일출봉》                                 | 韓国済州島の景勝地のこと |
| 2017      | シングル | "Up To There" 《거기까지만》                               | - |
| 2017      | イングル | 聴きたい《묻고 싶어요》                                    | - |
| 2019      | シングル | "Take It" 《찍어》                                         | - |
| 2019      | ？       | The Call 2《더콜2》 - 님아                                 | - |
| 2019      | ？       | The Call 2《더콜2》 - 건강하고 아프지마요                  | - |
| 2019/11/4 | アルバム | 佳人                                                       | 1：Mom Arirang《엄마아리랑》（MV） 2：Mom Arirang《엄마아리랑》 (Ballad Ver.) 3：ソウルの月《서울의 달》 4：가인이어라 5：別れの列車《이별의 영동선》 6：이별의 영동선 (K-Trot Ver.) 7：恋に落ちてみましょう《사랑에 빠져봅시다》 8：お母さん、愛しています《어머님 사랑합니다》 9：무명배우 0：단장의 미아리 고개 11：영동 블루스 12：용두산 엘레지 13：한 많은 대동강 |
| 2020/1/25 | シングル | 私の心の写真《내 마음의 사진》                             | ドラマ『愛の不時着』OST第6弾 |
| 2020/3    | シングル | 別れのバス停《이별의 버스 정류장》                         | with ユ・ジェソク（유재석） |
| 2020/8    | シングル | Just Gamma                                                 | 1：Just Gamma!《확 감아버려!》 2：Just Gamma!《확 감아버려!》（Inst.） |

## 広告
- by:OUR（바이아우어 ）（シャンプー）（2020年8月）
  - CMリンク①（Jazzバージョン）
  - CMリンク②（チマ・チョゴリバージョン）
  - CMリンク③（ラテンバージョン）

## 受賞歴
- 2008年　進歩民謡ギョンチャン大会　韓国文化芸術委員会長賞　受賞
- 2009年　第1回光陽南海パンソリコンテスト　一般の部　大賞受賞
- 2010年　第22回大韓民国木浦国楽コンテスト　文化体育観光部長官賞　受賞
- 2019年　大韓民国大衆文化芸術賞　文化体育観光部長官表彰　受賞

## エピソード
- 2019年5月2日、トロット歌手オーディション番組「明日はミス・トロット」で優勝、賞金3000万ウォン（約286万円）と100回のイベント出演、作曲家チョ・ヨンスからの新曲提供といった特典が贈られた。
- 2020年2月、彼女とファンクラブ「AGAIN」が新型コロナウイルス関連募金3244万ウォンを大邱社会福祉共同募金会に送った。[2]
- 2020年8月、出身地である全羅南道珍島郡のイムフェミョン（臨淮面）とチサンミョン（智山面）にいたる2kmの道路に彼女の活躍を讃え名誉道路名「ソン・ガイン通り」が付与された。[3]
- 2020年、ドラマ『愛の不時着』ドラマ公開中の旧正月連休に、OSTとして「心の写真（내 마음의 사진）」がサプライズでリリースされた。（2020/1/25リリース）[4]